# Малашенко, Игорь Евгеньевич
И́горь Евге́ньевич Малаше́нко (2 октября 1954, Москва — 25 февраля 2019, Сотогранде, муниципалитет Сан-Роке, Испания) — российский медиаменеджер, политолог и тележурналист. Один из создателей телекомпании НТВ. Возглавлял телерадиокомпанию «Останкино» и телекомпанию «НТВ».

## Биография
Родился 2 октября 1954 года в Москве в семье генерал-лейтенанта Евгения Ивановича Малашенко (1924—2017), военного разведчика, участника подавления Венгерского восстания 1956 года.
В 1976 году окончил философский факультет МГУ, в 1980 году — аспирантуру философского факультета МГУ; кандидат философских наук (тема кандидатской диссертации — «Социальная философия Данте Алигьери»).
В 1980—1989 годах — сотрудник Института США и Канады Академии наук СССР.
С марта 1989 по март 1991 года — старший референт международного отдела Центрального комитета КПСС.
С апреля по декабрь 1991 года — консультант аппарата президента СССР Михаила Горбачёва.
С декабря 1991 года — на Первом канале телевидения, куда перешёл вслед за Егором Яковлевым. С февраля по июль 1992 года — политический директор Российской государственной телерадиокомпании «Останкино».
С июля по ноябрь 1992 года — генеральный директор, первый заместитель председателя РГТРК «Останкино».
С 26 ноября 1992 по 2 марта 1993 года — исполняющий обязанности председателя РГТРК «Останкино». После того как председателем РГТРК стал Вячеслав Брагин, Малашенко не нашёл с ним общего языка и покинул Первый канал Останкино.
С марта по июнь 1993 года был советником департамента политических и международных проблем Международного фонда экономических и социальных реформ «Реформа» (фонда Шаталина).
С июля 1993 по декабрь 1997 года — президент, генеральный директор ТОО «Телекомпания НТВ». Именно Малашенко, по свидетельству ветерана телекомпании Владимира Кондратьева, придумал бренд «НТВ», при этом сразу было решено не расшифровывать аббревиатуру, оставив разгадку на усмотрение каждому телезрителю. Как один из топ-менеджеров канала Малашенко принимал участие в закупке уникального телевизионного материала для последующего его показа в эфире. В 1995 году был ведущим некоторых выпусков программы «Герой дня» (НТВ). В 1996 году принимал активное участие в проведении президентской кампании кандидата Бориса Ельцина. Многие российские СМИ характеризуют Малашенко как «человека, отвечавшего за предвыборный пиар Ельцина в период выборов 1996 года и фактически сделавшего его президентом во второй раз». Впоследствии он вспоминал:
Я, может быть, надеялся, что моя работа там как-то развеет слухи о том, что НТВ — вредоносная компания, подрывающая устои общества и государства. Но никаких разговоров о канале не было. Меня пригласил в штаб лично президент, и, как вы догадываетесь, разговор в стиле «Я пойду в штаб, а вы мне отдадите канал» был просто невозможен. Я не знаю, получим ли мы канал сейчас.
С декабря 1997 по сентябрь 1998 года — генеральный директор «НТВ-Холдинга».
С сентября 1998 по февраль 2001 года — первый заместитель председателя Совета директоров ЗАО «Медиа-Мост».
В 2001 году уехал из России и до 2009 года жил в Нью-Йорке, США, часто бывал в Испании и в Киеве. С 2001 по 2009 год в качестве президента компании Overseas Media Productions являлся генеральным директором канала RTVi (бывший NTV-International, до 2001 года — международная версия НТВ). Консультировал менеджмент украинского канала ТВі, был миноритарным акционером «Эха Москвы» и сайта Newsru.com. С конца 2009 года он снова стал посещать Россию, а весной 2012 года окончательно вернулся в страну. Малашенко имел недвижимость в Нью-Йорке, Сотогранде (побережье Коста-дель-Соль), Москве и Чигасово под Звенигородом.
С 2010 года — генеральный директор «Интер ТВ» (Лондон).
11 сентября 2013 года Малашенко попал в криминальную хронику вместе со своей сожительницей Боженой Рынской. Согласно информации правоохранительных органов, во дворе своего дома на Лесной улице они напали на корреспондента и оператора телекомпании НТВ при «осуществлении теми профессиональной деятельности» и нанесли им побои. В результате судебного рассмотрения дела 29 сентября 2014 года Рынска была признана виновной в «причинении побоев из хулиганских побуждений» и «умышленном повреждении чужого имущества», приговорена мировым судом к 1 году исправительных работ с удержанием в доход государства 10 % её заработка.
В ходе выборов президента России 2018 года возглавлял предвыборный штаб Ксении Собчак.

### Общественная позиция
В 1990-е годы Игорь Малашенко активно поддерживал российские реформы. Был главным советником президента России Бориса Ельцина в ходе избирательной кампании 1996 года. С конца 1999 года Малашенко критически относился к власти в России. Ряд коллег-журналистов, ветеранов большой российской политики, отмечали, что Малашенко, много сделавший в 1990-х годах для становления в России независимого телевидения, в XXI веке тяжело переживал свою профессиональную невостребованность.

## Болезнь и смерть
В середине февраля 2019 года Малашенко был госпитализирован с неврологическими проблемами, возникшими в последнее время. Упоминалось, что Малашенко страдал от тяжёлой клинической депрессии.
25 февраля 2019 года в Испании на 65-м году жизни, согласно данным Верховного суда Андалусии, Игорь Малашенко покончил с собой путём повешения. Его тело было обнаружено на дереве в саду собственного дома в Сотогранде — крупнейшем частном жилом районе Андалусии в 45 км к югу от Марбельи.
18 марта 2019 года похоронен на Троекуровском кладбище Москвы (участок № 17).

## Личная жизнь
- Первая жена: Елена Ивановна Малашенко (урожд. Пивоварова)[30][47], историк искусства, сотрудник ГМИИ им. Пушкина, художественный директор галереи «Манеж». В январе 2018 года был начат бракоразводный процесс в России — в Черёмушкинском районном суде Москвы, который закончился разводом спустя полгода[48]. Раздел имущества, по состоянию на октябрь 2018 года, продолжался в суде в США[47][49][50][51]. Дети от первого брака:

- дочь — Елизавета Игоревна Малашенко
- дочь — Елена Игоревна Малашенко (род. 1996),
- сын — Владимир Игоревич Малашенко.

- Вторая жена, с 2018 года: журналистка и светский обозреватель Божена Рынска, совместно проживавшая с ним с 2011 года[52]. 5 марта 2020 года суррогатная мать родила Божене дочь Евгению от Игоря Малашенко[53].

## Награды
- Благодарность Президента Российской Федерации (9 июля 1996 года) — за активное участие в организации и проведении выборной кампании Президента Российской Федерации в 1996 году[54].